# آکارا
آکارا (به انگلیسی: Akara یا Acarajé) یک خوراک ساده و گیاهی است که بیشتر در آفریقای باختری به ویژه سنگال، نیجریه و غنا درست می‌شود.
آکارا از گلوله‌های سرخ شده و یک سس فلفل ویژه درست می‌شود.

## شیوه درست کردن
ابتدا به مقدار مورد نیاز لوبیای چشم بلبلی را در آب گرم خیس می‌کنیم، پس از چند دقیقه پوست آن شل شده و به آسانی کنده می‌شود، سپس لوبیاهای پوست کنده را در در یک هاون می‌کوبیم تا مانند خمیر بشود، سپس بر روی یک ظرف ملامین بر روی بخار آب جوش می‌گذاریم تا کمی بپزد بعد کمی نمک افزوده و خمیر را به شکل گلوله‌های کوچک درمی آریم و در روغن داغ شناور می‌کنیم تا کاملاً سرخ و طلایی بشود و سپس بر روی آن سس فلفل ویژه را می‌ریزیم و سرو می‌کنیم.

## شیوه درست کردن سس فلفل ویژه
به مقدار مورد نیاز فلفل چیلی قرمز و فلفل دلمه‌ای قرمز را در آب جوش می‌پزیم تا کاملاً بپزد. سپس پوست همهٔ فلفل‌ها را جدا می‌کنیم و آن‌ها را له می‌کنیم تا به صورت مایع بشود.
سپس در آن دو قاشق شکر، آب لیموی تازه، کمی نمک و روغن زیتون می‌ریزیم.